# Plasmodium achiotense
Plasmodium achiotense är en parasit av släktet Plasmodium och undersläktet Sauramoeba. Som alla Plasmodiumarter har P. achiotense både ryggradsdjur och insekter som värdar. De ryggradsdjur som är värdar för den här parasiten är reptiler.